# Celestus crusculus
Celestus crusculus là một loài thằn lằn trong họ Anguidae. Loài này được Garman mô tả khoa học đầu tiên năm 1887.